# Bangun Baru
Bangun Baru is een bestuurslaag in het regentschap Asahan van de provincie Noord-Sumatra, Indonesië. Bangun Baru telt 1640 inwoners (volkstelling 2010).